# Petr Janda
Petr Janda (ur. 5 stycznia 1987 w Čáslavie) – czeski piłkarz, występujący na pozycji ofensywnego pomocnika.

## Kariera klubowa
Karierę piłkarską Janda rozpoczął w juniorach Zenitu Čáslav. Następnie trenował w Slovanie Liberec i Slavii Praga. W 2005 roku stał się członkiem pierwszego zespołu Slavii. 18 września 2005 zadebiutował w pierwszej lidze czeskiej w wygranym 1:0 domowym meczu z Tescomą Zlín. Podstawowym zawodnikiem Slavii stał się w sezonie 2008/2009. W sezonach 2007/2008 i 2008/2009 wywalczył ze Slavią dwa tytuły mistrza Czech. W Slavii grał do końca 2011 roku.
Na początku 2012 roku Janda przeszedł do tureckiego Antalyasporu. W tureckiej lidze swój debiut zanotował 1 lutego 2012 w zremisowanym 1:1 wyjazdowym meczu z Galatasaray SK. Wiosną 2014 był wypożyczony do Denizlisporu, a latem 2015 przeszedł do Bolusporu. W 2016 trafił do klubu Sokol Čížová.
| Sezon   | Klub         | Kraj   | Rozgrywki            | Mecze | Bramki |
| ------- | ------------ | ------ | -------------------- | ----- | ------ |
| 2005/06 | Slavia Praga | Czechy | Gambrinus Liga       | 12    | 1      |
| 2006/07 | Slavia Praga | Czechy | Gambrinus Liga       | 19    | 2      |
| 2007/08 | Slavia Praga | Czechy | Gambrinus Liga       | 5     | 0      |
| 2008/09 | Slavia Praga | Czechy | Gambrinus Liga       | 20    | 2      |
| 2009/10 | Slavia Praga | Czechy | Gambrinus Liga       | 20    | 1      |
| 2010/11 | Slavia Praga | Czechy | Gambrinus Liga       | 28    | 0      |
| 2011/12 | Slavia Praga | Czechy | Gambrinus Liga       | 12    | 3      |
| 2011/12 | Antalyaspor  | Turcja | Süper Lig            | 5     | 0      |
| 2012/13 | Antalyaspor  | Turcja | Süper Lig            | 18    | 0      |
| 2013/14 | Antalyaspor  | Turcja | Süper Lig            | 0     | 0      |
| 2013/14 | Denizlispor  | Turcja | 1. Lig               | 10    | 2      |
| 2014/15 | Antalyaspor  | Turcja | 1. Lig               | 15    | 0      |
| 2015/16 | Boluspor     | Turcja | 1. Lig               | 4     | 0      |
| 2016/17 | Sokol Čížová | Czechy | IV liga              | 28    | 11     |
| 2017/18 | Sokol Čížová | Czechy | Česká fotbalová liga | 34    | 7      |

## Kariera reprezentacyjna
W swojej karierze Janda rozegrał 6 meczów w reprezentacji Czech U-21. Wcześniej, w 2006 roku, wystąpił na Mistrzostwach Europy U-19, a w 2007 roku na Mistrzostwach Świata U-20.
W dorosłej reprezentacji zadebiutował 4 czerwca 2011 roku w zremisowanym 0:0 meczu Kirin Cup 2011 z Peru, rozegranym w Matsumoto.